# Killall

Comanda UNIX killall trimite un semnal tuturor proceselor specificate.

## Sintaxă
```
killall [opțiuni] proces
```

Dintre opțiunile cele mai des folosite amintim:
-s - semnalul trimis proceselor
-g - grupul proceselor
-u - utilizatorul care a pornit procesele
-r - expresie regulată pentru numele proceselor

## Exemple
Toate procesele gdm (GNOME Display Manager) sunt terminate:
```
killall gdm
```

Trimite semnalul USR1 proceselor dd:
```
killall -s USR1 dd
```

Listează toate semnalele:
```
killall -l
```